# Sarens
Sarens is een Belgisch internationaal kraanbedrijf. De hoofdactiviteiten zijn verhuur van kranen, zware hijsactiviteiten en speciaal transport.
De belangrijkste werkdomeinen zijn de olie- en gasindustrie, de mijnbouw, de energiesector, de civiele bouwkunde en de algemene industrie. Het telt zo'n 4.700 werknemers en is aanwezig in een zestigtal landen. Sarens is na het Nederlandse Mammoet de nummer twee in de wereldwijde heavylift-markt.

## Geschiedenis
Sarens is een familiebedrijf; het werd in 1921 opgericht door Frans Sarens in Steenhuffel. Het is uitgegroeid tot een internationale speler met hoofdkantoor in Wolvertem langs de A12 (vlak bij Londerzeel). Wim Sarens, de vierde generatie in de familie, heeft de leiding.
In 2011 investeerde de private-equitygroep Waterland 100 miljoen euro in het kranenbedrijf.
In 2016 kreeg Sarens zijn grootste contract tot nog toe. Het contract heeft een waarde van 450 miljoen euro. Het bedrijf gaat meebouwen aan de exploitatie van het Tengizveld in Kazachstan onder een consortium van Chevroil en ExxonMobil, het Russische Lukoil en de Kazachse overheid.
Ondernemer Luc Tack nam in 2021 het belang van 22% van Waterland in de kranenreus over.

## Resultaten
De omzet van het bedrijf steeg fors tussen 2003 en 2014, van 100 miljoen naar 638 miljoen euro. In 2015 en 2016 daalde de omzet en leed het bedrijf verliezen. In 2017 steeg de omzet weer en werd een winst van 53 miljoen euro geboekt. Dit laatste was ook het gevolg van een buitengewone bate.
| Jaar | Omzet | Bedrijfsresultaat (EBIT) | Nettoresultaat | Werknemers (in fte) |
| ---- | ----- | ------------------------ | -------------- | ------------------- |
| 2011 | 470,0 | 31,9                     | 4,7            | 3502                |
| 2012 | 560,3 | 52,0                     | 2,8            | 3826                |
| 2013 | 592,1 | 46,0                     | –18,5          | 4262                |
| 2014 | 637,8 | 50,8                     | –12,9          | 4275                |
| 2015 | 593,7 | 48,6                     | -1             | 4452                |
| 2016 | 554,8 | 25,6                     | 52,6           | 4195                |
| 2017 | 602,0 | 25,6                     | 53,0           | 4543                |
| 2018 |       | 30,3                     |                |                     |